# Ada Maimon
Ada Maimon, născută cu numele de Ada Fishman, (în ebraică עדה מימון פישמן, transliterat: Ada Fishman-Maimon; n. 8 octombrie 1893, satul Mărculești, ținutul Soroca, gubernia Basarabia – d. 10 octombrie 1973, Israel) a fost o evreică basarabeană, politiciană, pedagog și activistă israeliană, care a deținut funcția de deputată în Knesset (1949-1955).

## Biografie
Ada Maimon s-a născut la data de 8 octombrie 1893, în satul Mărculești din raionul Florești (de astăzi), pe atunci aflat în gubernia Basarabia (parte componentă a Rusiei), numindu-se la naștere Ada Fishman. Era sora mai mică a rabinului Yehuda Leib Maimon (1875-1962), semnatar al Declarației de Independență a Israelului (1948) și ministru al problemelor religioase și victimelor de război în primele două guverne formate de David Ben Gurion (1949-1951). Ada Maimon a beneficiat de o educație tradițională evreiască. În tinerețe s-a alăturat unei asociații sioniste asociate cu mișcarea social-democrată „Ha’Poel Hatzair”.
În anul 1912 a emigrat în Palestina, unde a lucrat ca profesoară în mai multe orașe din provincia aflată sub protectorat britanic. În anul 1914, ea a înființat o școală evreiască de fete la Tzfat (Safed). În paralel cu activitatea didactică, s-a implicat și în activitatea politică devenind membră a Comitetului Central al „Ha’Poel Hatzair” (1913-1920) și fiind delegată la Conferința de la Praga (1920), unde a fost înființată Federația ce grupa organizațiile „Ha’Poel Hatzair” și „Tineretul Sionist”.
Ada Maimon a participat apoi la Convenția de înființare a Histadrut (Confederația Generală a Muncii) și a făcut parte din Comitetul Executiv al acesteia. A fondat Mișcarea Femeilor Muncitoare, fiind și secretară a acestei organizații (1921-1930). În anul 1930, a înființat Centrul Educativ „Ayanot” din Nes Ziona. După război a fost șef al Departamentului de Imigrări al Histadrutului și a vizitat lagărele de refugiați unde trăiau supraviețuitorii Holocaustului atât din Germania, cât și din Cipru (1946-1947). De asemenea, a fost membră a conducerii mondiale a mișcării de femei sioniste WIZO.
Devenită membră a Partidului social democrat MAPAI, Ada Maimon a fost aleasă din partea acestuia ca deputată în Knesset în primele două legislaturi (1949-1955). În această calitate, a fost membră a Comisiei parlamentare pentru Locuințe și al Comisiei parlamentare pentru Constituție, Legi și Justiție.
Ada Maimon a încetat din viață la data de 10 octombrie 1973. Ea a fost necăsătorită și nu a avut copii.

## Lucrări publicate
Ada Maimon a publicat mai multe cărți ce prezintă trecutul mișcării muncitorești din Israel:
- Mișcarea muncitorească din Eretz Israel (1929)
- Pionierii Țării Israel (Eretz Israel) (1930)
- 50 de ani de mișcare muncitorească (1954)
- Drumul întreg (1972)

De asemenea, în anul 1959, Yehudit Harari a publicat biografia Adei Maimon, intitulată Femeie și mamă în Israel” (1959).

## Funcții publice în Israel
Ada Maimon a deținut următoarele funcții publice:
- deputată în Knesset din partea Partidului laburist Mapai (1949-1955)